# Yiliu, Guangdong
Yiliu (kinesiska: 一六) är en köping i sydöstra Kina. Den ligger i Ruyuan autonoma härad för yao-folket i staden Shaoguan i provinsen Guangdong, omkring 190 kilometer norr om provinshuvudstaden Guangzhou. Antalet invånare är 13 578. Befolkningen består av 6 620 kvinnor och 6 958 män. Barn under 15 år utgör 21,0 %, vuxna 15-64 år 68 %, och äldre över 65 år 10,0 %.